# Uh
Uh – miasto w Mikronezji, w stanie Pohnpei. Według danych szacunkowych na rok 2008 liczy 2289 mieszkańców